# Нестерово (Саратовская область)
Нестерово — село Ершовского района Саратовской области, в составе сельского поселения Миусское муниципальное образование.
Основано в 1850 году как дочерняя колония Моргентау
Население - 395 (2010)

## История
Основано немецкими переселенцами в 1850 году как дочерняя колония Моргентау. Также было известно как село Суэтино. Основатели из колонии Цюрих. До 1917 года относилось к Миусской волости Новоузенского уезда Самарской губернии. Согласно Списку населённых мест Самарской губернии 1910 года на хуторе Суэтин проживало 136 мужчин и 124 женщины, имелись немецкая школа и три ветряные мельницы.
В советский период - немецкое село сначала Верхне-Караманского (Гнаденфлюрского) района Трудовой коммуны (Области) немцев Поволжья, а с 1922 года - Фёдоровского (Мокроусовского), с 1935 года Гнаденфлюрского кантона АССР немцев Поволжья.
В 1926 году в селе имелись школа, сельсовет.
В сентябре 1941 года немецкое население было депортировано. Село, как и другие населённые пункты Гнаденфлюрского кантона было включено в состав Саратовской области, впоследствии переименовано в Нестерово.

## Физико-географическая характеристика
Село находится в Низком Заволжье, в пределах Сыртовой равнины, относящейся к Восточно-Европейской равнине, на левом берегу реки Миусс. Высота центра населённого пункта - 77 метров над уровнем моря. Рельеф полого-увалистый. Почвенный покров формируют тёмно-каштановые почвы. Почвообразующие породы - глины и суглинки.
По автомобильным дорогам расстояние до административного центра сельского поселения села Миусс составляет 5 км, до районного центра Ершов - 38 км, до областного центра города Саратова - 180 км.
Часовой пояс
Нестерово, как и вся Саратовская область, находится в часовой зоне МСК+1. Смещение применяемого времени относительно UTC составляет +4:00.

## Население
| 1889 | 1897 | 1910 | 1920 | 1922 | 1926 | 1931 |
| ---- | ---- | ---- | ---- | ---- | ---- | ---- |
| 108  | ↗208 | ↗260 | ↗472 | ↗514 | ↘482 | ↗536 |
| 2002 | 2010 |      |      |      |      |      |
| ↘532 | ↘395 |      |      |      |      |      |

В 1931 году немцы составляли около 97 % населения села.